# Skalité

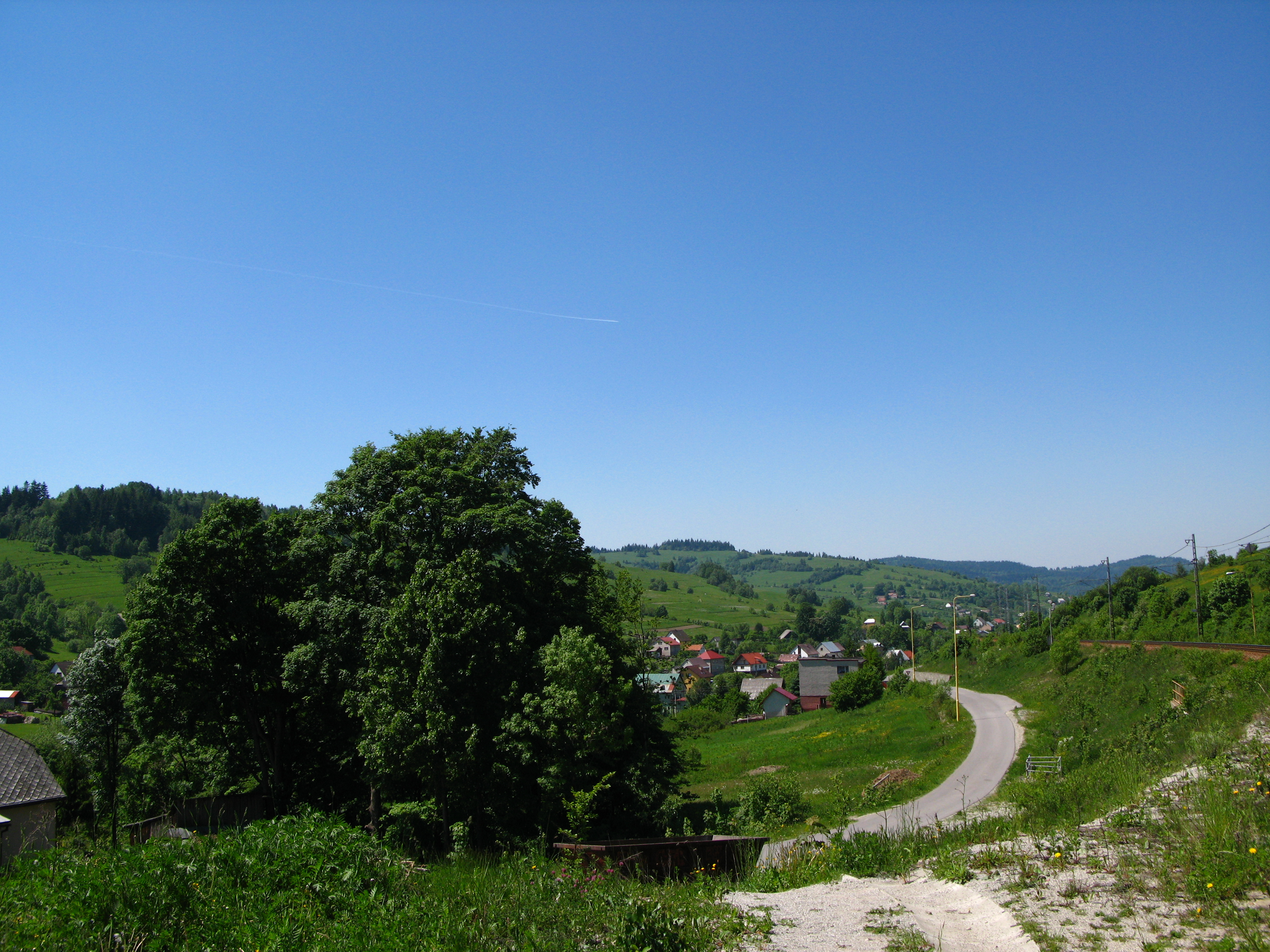
Blick auf den Ort von der Haltestelle Skalité-Serafínov aus

Skalité (ungarisch Sziklaszoros – bis 1902 Szkalite; polnisch Skalite) ist eine Gemeinde in der Nordslowakei mit 5274 Einwohnern (Stand 31. Dezember 2024). Sie liegt in der Nähe des Dreiländerecks mit Tschechien und Polen in den Beskiden. Das Ortszentrum liegt auf einer Höhe von 524 m n.m., etwa 20 km von Čadca entfernt.
Der Ort wurde 1664 zum ersten Mal als Podskalitye erwähnt. In der Nähe des Ortes ist ein Straßen- und Eisenbahngrenzübergang an der Bahnstrecke Čadca–Zwardoń mit Polen. Im Ort lebt eine Minderheit der Goralen.
1938 wurde Skalité im Zuge des Münchner Abkommens von Polen besetzt, 1939 mit Beginn des Zweiten Weltkriegs kam der Ort jedoch zurück an die neu entstandene Slowakei.

## Bevölkerung
| Jahr                | 1994 | 2004    | 2014    | 2024    |
| ------------------- | ---- | ------- | ------- | ------- |
| Anzahl der Personen | 4947 | 5065    | 5247    | 5274    |
| Unterschied         |      | +2,38 % | +3,59 % | +0,51 % |

| Jahr                | 2023 | 2024    |
| ------------------- | ---- | ------- |
| Anzahl der Personen | 5261 | 5274    |
| Unterschied         |      | +0,24 % |

## Persönlichkeiten
- Olga Lašová (* 1984), Fußballspielerin